# Euryopis helcra
Euryopis helcra là một loài nhện trong họ Theridiidae.
Loài này thuộc chi Euryopis. Euryopis helcra được Michael J. Roberts miêu tả năm 1983.